# Wsiewołod Fiodorow
Wsiewołod Tichonowicz Fiodorow (ros. Всеволод Тихонович Фёдоров, ur. 1902 w Aszchabadzie, zm. 1 kwietnia 1989 w Moskwie) – radziecki polityk, wojskowy, funkcjonariusz organów bezpieczeństwa, generał major służby inżynieryjno-technicznej, I zastępca ministra transportu samochodowego i dróg szosowych ZSRR (1953-1956).

## Życiorys
1916 skończył 4 klasy szkoły w Aszchabadzie, od lutego 1919 członek RKP(b), 1923-1925 studiował w Instytucie Mechanicznym im. Łomonosowa w Moskwie, a 1929-1930 w Moskiewskim Instytucie Drogowym. Był m.in. sekretarzem wydziału politycznego kolei taszkenckiej, kierownikiem wydziału Komitetu Miejskiego RKP(b) w Taszkencie i głównym inżynierem zarządu Rady Moskiewskiej, w październiku-listopadzie 1937 szef Zarządu Gospodarki Drogowo-Mostowej Ludowego Komisariatu Gospodarki Komunalnej Rosyjskiej FSRR, od listopada 1937 do maja 1938 zastępca ludowego komisarza gospodarki komunalnej Rosyjskiej FSRR, od maja 1938 do marca 1939 szef Głównego Zarządu Drogowego przy Radzie Komisarzy Ludowych Rosyjskiej FSRR. Od 5 marca 1939 zastępca szefa, a od 21 kwietnia 1939 do maja 1942 szef Głównego Zarządu Dróg Szosowych NKWD ZSRR w stopniu inżyniera wojskowego I rangi, a od 8 września 1941 inżyniera brygady. Od maja 1942 do kwietnia 1946 szef Głównego Zarządu Dróg Armii Czerwonej, od kwietnia 1946 do maja 1953 zastępca ministra inżynierii budowlanej i drogowej ZSRR, od września 1953 do lipca 1956 I zastępca ministra transportu samochodowego i dróg szosowych ZSRR, od lipca 1956 do kwietnia 1959 szef Głównego Zarządu Dróg przy Radzie Ministrów ZSRR, od kwietnia 1959 do maja 1963 zastępca ministra inżynierii transportowej ZSRR, od maja 1963 do kwietnia 1974 redaktor naczelny pisma "Awtomobilnyje dorogi".

## Odznaczenia i nagrody
- Order Lenina (dwukrotnie)
- Order Czerwonego Sztandaru (dwukrotnie)
- Order Czerwonego Sztandaru Pracy
- Order Czerwonej Gwiazdy
- Order Przyjaźni Narodów
- Order „Znak Honoru” (dwukrotnie)
- Nagroda Stalinowska

I 14 medali.